# مارانو تيتشينو
مارانو تيتشينو هي كومونا (بلدية) في مقاطعة نوفارا في منطقة بيدمونت الإيطالية ، وقد تقع على بعد حوالي 100 كيلومتر (62 ميل) شمال شرق تورينو وعلى بعد حوالي 20 كيلومتر (12 ميل) شمال نوفارا . تقع مارانو تيتشنو على حدود البلديات التالية: ديفينانو، ميزوميريكو، أوليجيو، بومبيا و فيزولا تيسينو.
اذ تقع مارانو تيتشينو على حدود البلديات التالية: ديفينانو، ميزوميريكو، أوليجيو، بومبيا و فيزولا تيسينو.